# Samantha Tolj
Samantha Tolj es una actriz y modelo australiana, más conocida por haber interpretado a Kelly O'Rourke en la serie Blue Heelers.

## Biografía
Su padre es croata y su madre es anglo-celta de Australia.
En noviembre de 2005, Tolj estrelló su coche contra una valla cerca de un parque infantil en el suburbio de Prahran en Melborune; al ser detenida Samantha tenía 0.185% de alcohol en la sangre. Ella y su acompañante resultaron ilesas sin embargo el 22 de junio de 2006 fue condenada por manejar alcoholizada y tuvo que pagar una multa de $1,000 y se le fue prohibido conducir durante 18 meses.

## Carrera
En el 2004 se unió como uno de los personajes principales de la serie Blue Heelers donde interpretó a la oficial Kelly O'Rourke, hasta el final de la serie en el 2006. Anteriormente había aparecido en la serie como Loelle Nixon papel que interpretó en cuatro episodios entre el 2000, 2001, 2002 y 2003.
En el 2007 interpretó a Heather Richarson en un episodio de la aclamada serie australiana Mcleod's Daughters, en donde Heather era la enemiga de Grace McLeod.
En el 2008 apareció como invitada en series como Rush y en Satisfaction, donde interpretó a Adama uno de los intereses románticos de Heather (Peta Sergeant). 
En el 2010 se unió como personaje recurrente a la exitosa serie dramática australiana Home and Away donde se hizo pasar por Shandi Ayres, la hija de John Palmer. En el 2011 apareció de nuevo brevemente en la serie donde se descubrió que su verdadero nombre era Daria Hennessey, una estafadora quien después de hacerse amiga de la verdadera Shandi Palmer le robó su identidad, sin embargo todo fue descubierto y la verdadera Shandi pudo conocer a su padre John Palmer.
En el 2011 interpretó a Simone Abrahams en la serie Rescue Special Ops. Anteriormente había aparecido por primera vez en la serie en el 2009 cuando interpretó a Bronte en el episodio 1.12.
En el 2012 apareció como personaje recurrente durante la cuarta temporada de la serie Packed to the Rafters donde interpretó a Sian Parry, hasta el 2013.

## Filmografía
Series de televisión
| Año         | Título                | Personaje          | Notas                                          |
| ----------- | --------------------- | ------------------ | ---------------------------------------------- |
| 2014        | Fat Tony & Co         | Renae Mokbel       | 6 episodios                                    |
| 2012 - 2013 | Packed to the Rafters | Sian Parry         | 13 episodios                                   |
| 2011        | Rescue Special Ops    | Simone Abrahams    | episodio "Class of Their Own"                  |
| 2011        | East West 101         | MacIntyre          | episodio "The Price of Salvation"              |
| 2011        | Killing Time          | Lauren             | 2 episodios                                    |
| 2010, 2011  | Home and Away         | Daira Hennessey    | 10 episodios                                   |
| 2008        | Satisfaction          | Adama              | episodio "Last Look"                           |
| 2008        | Rush                  | Artista de Grafiti | episodio # 1.6                                 |
| 2007        | Mcleod's Daughters    | Heather Richarson  | episodio "Sisters Are Doing It for Themselves" |
| 2006        | Real Stories          | Tonya Blunt        | episodio # 1.3                                 |
| 2000 - 2006 | Blue Heelers          | Kelly O'Rourke     | 59 episodios                                   |
| 2005        | Last Man Standing     | Mish               | episodio # 1.1                                 |
| 2003        | MDA                   | Lexi Tickner       | episodio "The Samaritan Kind"                  |
| 2000 - 2003 | Stingers              | Lauren Davies      | 4 episodios                                    |
| 2002        | Marshall Law          | Karen              | episodio "Dogs, Wives and Videotape"           |
| 2000        | Pigs Breakfats        | Shaz               | episodio "With Friends Loke These"             |

Películas
| Año  | Título               | Personaje  | Notas                                                                   |
| ---- | -------------------- | ---------- | ----------------------------------------------------------------------- |
| 2014 | The Witching Hour    | Mujer      | corto - junto a Guy Edmonds, Maggie Dence, Rhys James y Hannah Bath     |
| 2013 | The Perfect Boy Myth | Madre      | corto - junto a Kate Sherman, Jacob Rosenberg, Calvin Welch y Pierre Le |
| 2012 | Scumbus              | Amy French | junto a Henry Nixon, Christian Clark y Lachy Hulme                      |
| 2010 | Happy Endings        | Joven      | corto - junto a Christian Clark y Erwan Le Pechoux                      |
| 2010 | The Game             | Anna       | corto - junto a Mackenzie Brown y Daniel Lissing                        |
| 2003 | After the Deluge     | Yashi      | junto a Tara Morice                                                     |
| 2003 | Heartworm            | Anna       | -                                                                       |
| 1999 | First Love           | Michele    | junto a Matthew Newton                                                  |

Teatro
| Año  | Obra                | Personaje           | Director (a)   | Teatro         | Notas                                                            |
| ---- | ------------------- | ------------------- | -------------- | -------------- | ---------------------------------------------------------------- |
| 2008 | Girl Who Cried Wolf | Catriona Dijon      | Rosemary Myers | Queens Theatre | junto a Gemma Cavoli, Angus Cerini y Sharon Davis                |
| 2007 | Criminology         | Novia de Traficante | Rosemary Myers | Merlyn Theatre | junto a Luke Ryan, Bojana Novakovic y Jing-Xuan Chan             |
| 2003 | God's Last Acre     | -                   | Peter Houghton | -              | junto a Nell Feeney, Sue Jones, Matthew Robinson y Beth Buchanan |

## Premios y nominaciones
| Año  | Categoría                      | Premio      | Serie        | Resultado |
| ---- | ------------------------------ | ----------- | ------------ | --------- |
| 2005 | Most Popular New Female Talent | Logie Award | Blue Heelers | Nominada  |